# Sail-sous-Couzan
Sail-sous-Couzan este o comună în departamentul Loire din sud-estul Franței. În 2009 avea o populație de 957 de locuitori.

## Evoluția populației
| An        | 1975  | 1982  | 1990  | 1999 | 2006 | 2009 |
| --------- | ----- | ----- | ----- | ---- | ---- | ---- |
| Populație | 1.420 | 1.294 | 1.068 | 983  | 988  | 957  |